# Signalteiler

Signalteiler (Schema)

Ein Signalteiler (genauer: Resistiver Signalteiler), englisch power splitter, ist eine einfache Schaltung, die in der Hochfrequenz- (HF) und Mikrowellentechnik verwendet wird und dort als eine  wichtige Schaltungskomponente wirkt.

## Prinzip
Prinzipiell handelt es sich hierbei um ein Dreitor (Bild). Das Tor (1) dient zumeist als Eingang und die Tore (2) und (3) als gleichberechtigte und symmetrische Ausgänge.
Die innere Schaltung besteht aus nur zwei Widerständen, in der Regel von 50 Ω. Ein Widerstand befindet sich zwischen Tor (1) und Tor (2) und der andere Widerstand zwischen Tor (1) und Tor (3).
Beim Signalteiler handelt es sich folglich um eine „rein resistive“ Struktur.

## Abgrenzung
Streng zu unterscheiden ist der Signalteiler von einem Leistungsteiler, englisch power divider, einem ähnlichen resistiven Dreitor, jedoch aus drei Widerständen von zumeist jeweils 16,67 Ω. Beide können leicht miteinander verwechselt werden. Letzterer hat jedoch andere Eigenschaften und wird zu unterschiedlichen Zwecken eingesetzt als der Signalteiler.
Gemeinsam ist beiden, dass sie aufgrund ihres resistiven Aufbaus eine nahezu beliebige Bandbreite aufweisen, also von Gleichstrom (englisch DC, entsprechend der Frequenz null), bis zu Frequenzen im Mikrowellen- und Millimeterwellenbereich verwendet werden können.
Ferner zu unterscheiden ist der Signalteiler von einem Wilkinson-Teiler, einem weiteren ähnlichen Dreitor, das jedoch auf Lambda-Viertel-Leitungstransformationen beruht, und somit nicht „rein resistiv“ arbeitet. Wichtige Folge ist, dass jener eine nur schmale nutzbare Bandbreite (weniger als eine Oktave) aufweist.
Außerdem darf der Signalteiler nicht mit den diversen Richtkopplern verwechselt oder gleichgesetzt werden. Ein Signalteiler kann zwar als Koppler aufgefasst werden, allerdings weist er keine Richtungsabhängigkeit auf, hat also keine „Richtwirkung“. Daher sollte er nicht als „Richtkoppler“ bezeichnet werden.

## Streumatrix
Die Streumatrix (S‑Matrix) eines Signalteilers beschreibt mithilfe der insgesamt 3 × 3 S‑Parameter die Eigenschaften eines Signalteilers vollständig:
{\displaystyle [S]={\begin{bmatrix}0&{\frac {1}{2}}&{\frac {1}{2}}\\{\frac {1}{2}}&{\frac {1}{4}}&{\frac {1}{4}}\\{\frac {1}{2}}&{\frac {1}{4}}&{\frac {1}{4}}\\\end{bmatrix}}}
Wie man sieht, ist der Signalteiler (im Gegensatz zum Leistungsteiler) nicht allseitig angepasst, sondern nur an seinem Eingangstor (1). In weiterem Gegensatz zu jenem zeichnet den Signalteiler jedoch eine besondere Eigenschaft aus: die Transmission zwischen den Toren (2) und (3), also S23 = S32, ist identisch zur Reflexion an diesen Toren, beschrieben durch S22 und S33.

## Anwendung
Aus dieser ungewöhnlichen Eigenschaft (Transmission = Reflexion) folgt, dass unabhängig von den externen Lasten an den Toren (2) und (3) und deren komplexen Reflexionsfaktoren, die von den Toren (2) und (3) weglaufenden Wellen b2 und b3 stets identisch sind. Dies ist eine sehr wichtige Eigenschaft, die einen Signalteiler als Schlüsselkomponente von Netzwerkanalysatoren besonders geeignet macht.